# SummerJazz Pinneberg
Der SummerJazz Pinneberg ist ein viertägiges Open-Air-Festival für „Jazz und jazz-artige Musik“, das jedes Jahr am zweiten Augustwochenende in Pinneberg stattfindet.

## Geschichte
Das Festival wurde 1996 aus einer Initiative zur Belebung der Pinneberger Innenstadt und der Kulturförderung, insbesondere des Jazz, ins Leben gerufen. Im selben Jahr gründete sich der „Förderverein SummerJazz Pinneberg“, welcher das Festival seitdem gemeinsam mit der Stadt Pinneberg ehrenamtlich organisiert. Der Eintritt ist frei.
Unter dem Leitspruch „live, umsonst und draußen“ wird auf fünf Bühnen mit 50 Künstlern ein buntes Programm aus modernem und traditionellen Jazz, Funk, Soul und anderer jazzverwandter Musik geboten. Zu den bisherigen Künstlern gehören unter anderem Gottfried Böttger, Lee Konitz, Herb Geller, Stefan Gwildis, Bill Ramsey und Triosence.

## Spielorte
Das Festival wird in der Pinneberger Innenstadt um den Drosteiplatz ausgetragen. Im Jahr 2020 fand coronabedingt nur ein Online-Festival statt, ergänzt durch gestreamte Live-Konzerte. 2021 wurde der Livebetrieb wieder mit zwei Bühnen aufgenommen. Seit 2022 sind die gewohnten Spielorte genutzt, obgleich wegen Baustellen im Innenstadtbereich auf vier Bühnen und 35 Bands reduziert. Seit 2014 findet neben dem Festival eine monatliche Konzertreihe „Jazz im Foyer“ im Ratssitzungssaal des Pinneberger Rathauses statt. Seit 2023 gibt es eine weitere Konzertreihe „SummerJazz on Tour“ für kleine Formationen.

## Motto und Pin

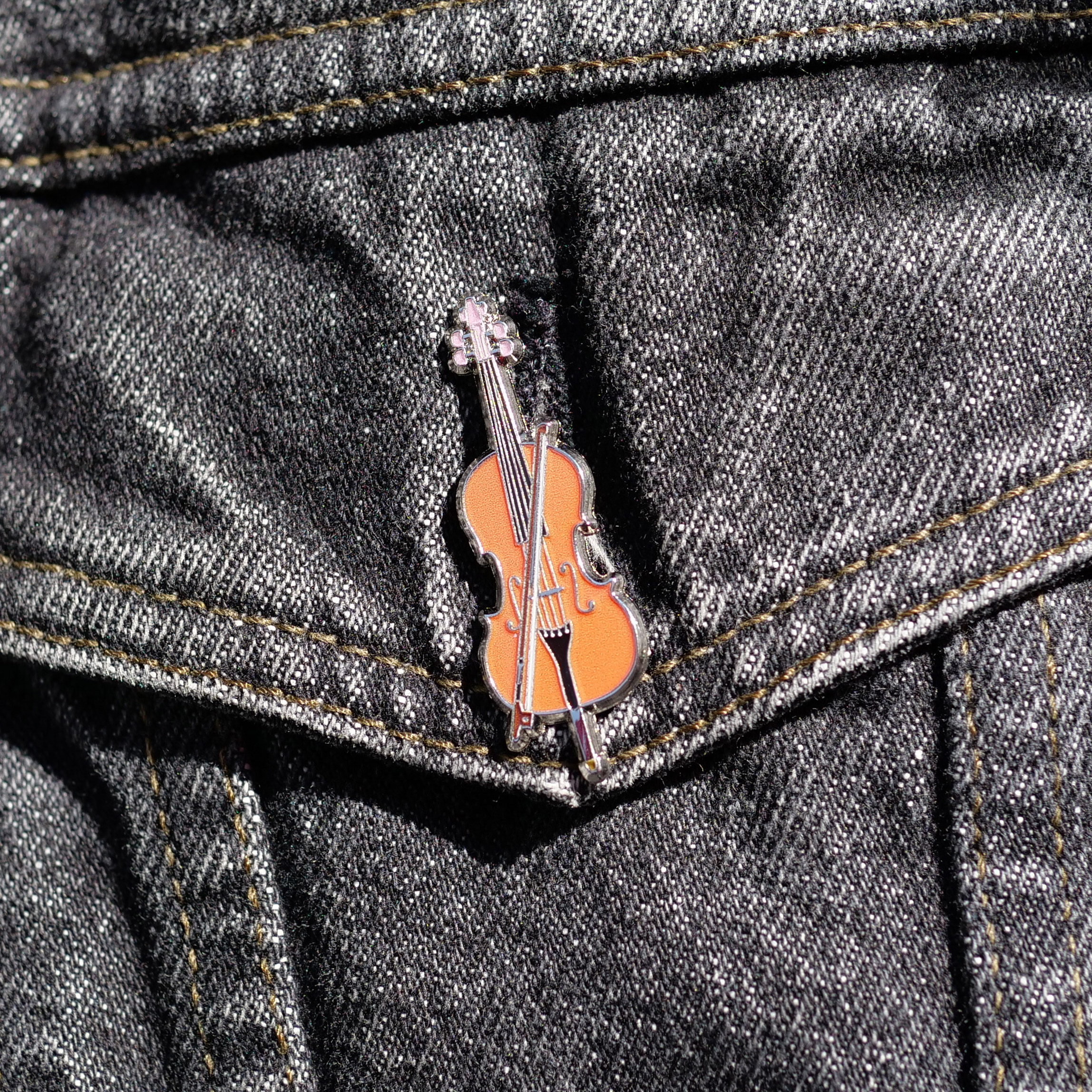
SummerJazz-Pin 2023 (Cello)

Das Festival setzt jedes Jahr mit seinem wechselnden Motto einen musikalischen Schwerpunkt, mit dem sich die teilnehmenden Künstler auseinandersetzen. Mottos waren z. B. „Jazz meets Beethoven“, „Jazz goes Hip-Hop“ oder „Jazz meets Platt“ (plattdeutsch).
Ferner wird jedes Jahr eine neue Anstecknadel in Instrumentenform („SummerJazz Pin“) verkauft, was zur Finanzierung des Festivals beiträgt. Die nunmehr über 25 Instrumente setzen ihrerseits jedes Jahr einen neuen musikalischen Schwerpunkt, und die Pins sind teils begehrte Sammlerobjekte.

## Bedeutung
Der Pinneberger SummerJazz gilt mit mehreren zehntausend jährlichen Besuchern als größte kulturelle Veranstaltung in Pinneberg sowie als größte ehrenamtlich organisierte Open-Air-Konzertveranstaltung Norddeutschlands. Rekrutierte sich das Festivalprogramm anfangs aus regionalen Künstlern, so sind inzwischen Bands aus dem gesamten deutschsprachigen Raum sowie internationale Acts vertreten.
Der Förderverein SummerJazz vergibt regelmäßig Förderpreise für Nachwuchskünstler, talentierte Newcomer oder besonders eindrucksvolle Performances, vor allem im Rahmen des festivalbegleitenden Künstlerwettbewerbs („SummerJazz-Contest“).
Gründungsmitglied Herbert Hoffmann wurde 2023 posthum zum Ehrenbürger der Stadt Pinneberg ernannt.